# Kontinentalklima

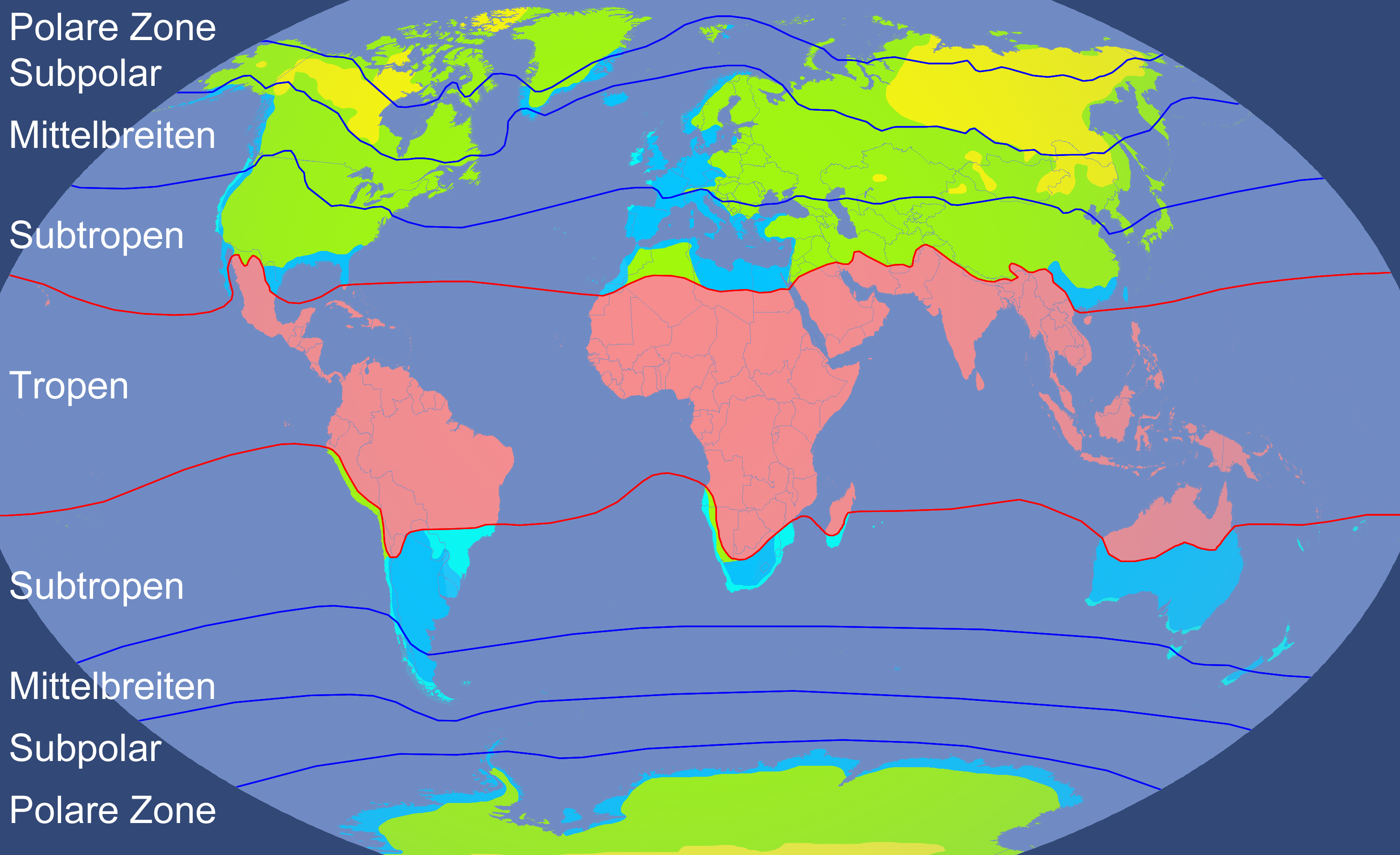
Klimate der Erde nach Wärmehaushalt/Kontinentalität:
Jahresschwankungen der monatlichen Durchschnittstemperaturen (1 K ≙ 1 °C):
hochkontinentale Klimate (über 40 K)
kontinentale Klimate (zwischen 20 und 40 K)
maritime Klimate (zwischen 10 und 20 K)
hochmaritime Klimate (unter 10 K)
(Tropische Klimate)

Als Kontinentalklima (auch Landklima) werden Klimatypen außerhalb der Tropen beziehungsweise innerhalb der Jahreszeitenklimate bezeichnet, deren jährlicher Temperaturverlauf durch den Einfluss großer Landflächen eine Schwankungsbreite der monatlichen Durchschnittstemperaturen von über 20 °C auszeichnen. Das konkrete Ausmaß dieses Wertes wird als (thermische) Kontinentalität bezeichnet. Zuweilen wird davon die hygrische Kontinentalität unterschieden, die auf den typischen Wasserhaushalt kontinentaler Gebiete Bezug nimmt: Er ist durch eine geringe Luftfeuchtigkeit, ein sommerliches Niederschlagsmaximum und geringe Bewölkung gekennzeichnet.
In den Mittelbreiten sind heiße Sommer und kalte Winter dafür typisch. Das Kontinentalklima wird allgemein dem Seeklima (oder ozeanischen/maritimen Klima) gegenübergestellt. Verglichen mit letztgenanntem erhalten Regionen mit Kontinentalklima nur geringen Niederschlag. Trockenklimate entstehen dadurch in der Regel jedoch aufgrund der tiefen Durchschnittstemperaturen nicht, zumeist herrschen humide Bedingungen vor.
Kontinentale Klimate finden sich nur in außertropischen Klimazonen, weil die für kontinentale Klimate bestimmende große Schwankung im Temperaturverlauf des Jahresgangs in den Tropen nicht vorkommt. Jahreszeitlich bedingte Temperaturschwankungen sind dort unabhängig von der Entfernung zu den Ozeanen nur gering ausgeprägt.
Je weiter man ins Innere eines Kontinents kommt, desto geringer wird der ausgleichende Einfluss der Meere, die aufgrund der hohen spezifischen Wärmekapazität des Wassers einen enormen Wärmespeicher darstellen, während die Wärmekapazität des Erdbodens durch den Wärmewiderstand und fehlende Vermischung von der Oberfläche abgekoppelt ist. Gleichzeitig sinkt sowohl die Zahl der Wolken als auch der Feuchtigkeitsgehalt der Atmosphäre stark. Es gibt verschiedene Vorschläge, das Maß der Kontinentalität in Form von Kontinentalitätsgraden zu indizieren oder zu quantifizieren.

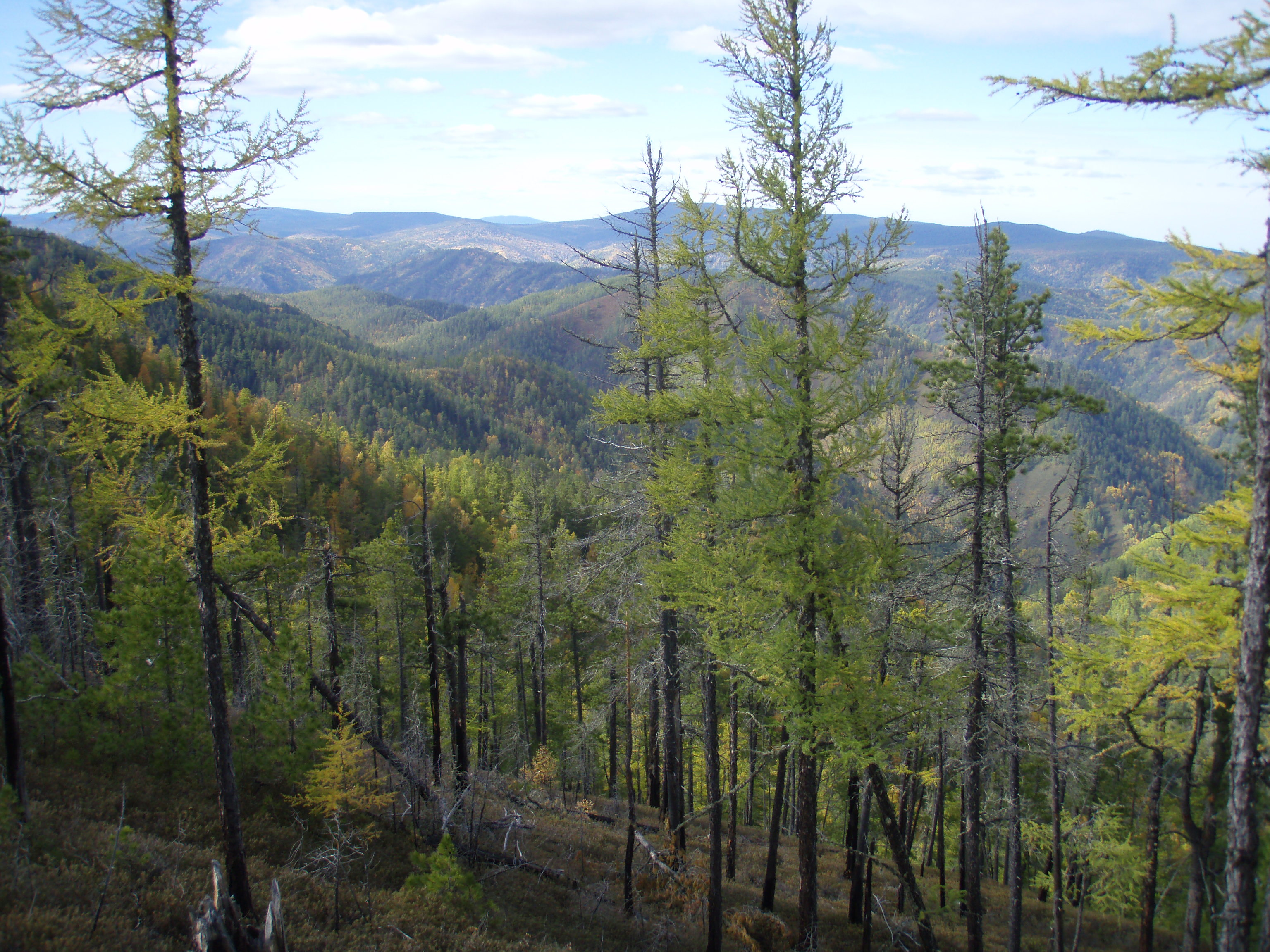
„Helle Lärchentaiga“ in Ostsibirien: Region mit typisch kontinentalem Klima

An Gebirgen auf dem Weg vom Meer ins Kontinentinnere sinkt die Windgeschwindigkeit, zudem werden die Wolken zum Aufsteigen gezwungen (Steigungsregen) und können durch die folgende Abkühlung nicht mehr so viel Wasserdampf halten. Asien hat durch seine große Ausdehnung und die stark gegliederte Landschaft Anteil an mehreren Klimazonen, doch am meisten am Kontinentalklima. Zwischen den extremen Sommern und Wintern liegen – oft nur kurze – Übergangsjahreszeiten. Groß sind auch die täglichen Temperaturgegensätze. Der Kältepol liegt im Nordosten Sibiriens (sowohl Oimjakon als auch Werchojansk), doch sind die Winter auch in Zentralasien wegen der geringen Bewölkung und nächtlicher Abstrahlung kalt. Dort, wo die großen Wüsten weit nach Norden reichen, dürften die größten Temperaturunterschiede im Tages- und Jahresverlauf auftreten. Demgegenüber stehen Süd- und Südostasien unter dem Einfluss des Monsuns, der einen Zyklus von feuchten und trockenen Jahreszeiten bewirkt. Auslöser sind die winterkalten Landmassen Nordasiens, wo sich ausgeprägte Hochdruckgebiete entwickeln können.
Aufgrund der vergleichsweise kleinen Landmassen der Südhalbkugel (mit Ausnahme des antarktischen Kontinents) finden sich in Südamerika und Südafrika nach der Festlegung von Siegmund und Frankenberg nur schmale Streifen eines schwach ausgeprägten Kontinentalklimas.
Auch global betrachtet machen Kontinentalklimate fast 80 % der außertropischen und über 50 % aller Klimate aus.